# Irina Zaretska
Irina Zaretska (ukrainisch Ірина Ігорівна Зарецька ‚Iryna Ihoriwna Sarezka‘; * 4. März 1996 in Odessa, Ukraine) ist eine aserbaidschanische Karateka, die bis 2014 international für ihr Geburtsland Ukraine antrat. Sie kämpft in der Gewichtsklasse bis 68 Kilogramm.

## Karriere
Irina Zaretska war bereits bei den Juniorinnen sehr erfolgreich. Sie wurde 2012 bei den Kadettinnen in der Gewichtsklasse bis 54 Kilogramm Europameisterin und wiederholte diesen Erfolg 2014 bei den Juniorinnen in der Gewichtsklasse bis 59 Kilogramm. 2013 wurde sie in dieser Klasse außerdem Junioren-Weltmeisterin. Bei der U21 folgte 2017 ein weiterer Europameistertitel in der Gewichtsklasse bis 61 Kilogramm. Im Erwachsenenbereich ging sie fortan in der Gewichtsklasse bis 68 Kilogramm an den Start und gewann bereits 2014 in Tampere bei den Europameisterschaften Bronze im Mannschaftswettkampf. Die Weltmeisterschaften in Bremen im selben Jahr schloss sie in der Einzelkonkurrenz ebenfalls auf Rang drei ab. Ab 2015 startete Zaretska international für den aserbaidschanischen Verband und sicherte sich sogleich bei den Europaspielen in Baku die Goldmedaille in ihrer Gewichtsklasse. Ein Jahr später wurde sie mit der Mannschaft in Montpellier erstmals Europameisterin. Bei den Europameisterschaften 2018 in Novi Sad belegte Zaretska hinter Elena Quirici den zweiten Platz im Einzel und wurde im selben Jahr in Madrid auch das erste Mal Weltmeisterin. Die Europaspiele 2019 in Minsk beendete sie nach einer Finalniederlage gegen Silvia Semeraro auf Rang zwei. 
2021 gewann Zaretska in Poreč ihren ersten Titel bei Europameisterschaften im Einzel. Für die im Sommer 2021 ausgetragenen Olympischen Spiele 2020 in Tokio qualifizierte sie sich für die olympische Gewichtsklasse über 61 Kilogramm über die Rangliste ihrer Gewichtsklasse bis 68 Kilogramm. Die Gruppenphase überstand sie mit drei Siegen in vier Kämpfen als Erste und traf im Halbfinale auf Gong Li, die sie mit 7:2 bezwang. Den anschließenden Finalkampf verlor sie mit 0:2 gegen Feryal Abdelaziz und erhielt somit die Silbermedaille. Neben Gong Li belegte Sofja Berulzewa den dritten Platz. Drei Monate später wurde Zaretska in Dubai bei den Weltmeisterschaften 2021 zum zweiten Mal Einzelweltmeisterin, sie besiegte im Finale Silvia Semeraro. Bei den World Games 2022 in Birmingham verpasste sie als Vierte knapp einen Medaillengewinn. Ihren dritten Weltmeistertitel, der zugleich ihr dritter in Folge war, errang sie bei den Weltmeisterschaften 2023 in Budapest, als sie im Finale Elena Quirici bezwang. 